# Marieke Lucas Rijneveld
Marieke Lucas Rijneveld, född som Marieke Rijneveld 20 april 1991 i Nieuwendijk, är en nederländsk författare och poet. Rijneveld vann 2020 International Booker Prize för sin debutroman De avond is ongemak (svensk översättning som Obehaget om kvällarna).
Rijneveld växte upp i en reformert familj i Noord-Brabant. Debutromanen inspirerades delvis av broderns död när författaren var 3 år gammal. Rijneveld inledde universitetsstudier för att bli lärare i holländska, men fullföljde aldrig sin utbildning utan satsade istället på författarskapet.
Rijneveld kallar sig delvis ickebinär och antog tillnamnet Lucas som 19-åring till följd av att ha mobbats för sin "pojkaktiga framtoning" i gymnasiet. Från januari 2022 återgick Rijneveld till att identifiera sig som kvinna i holländskspråkig/internationell kontext men än så länge som man i engelskspråkiga sammanhang, efter att tidigare endast ha använt motsvarigheten till "hen".

### Romaner
- 2018 De avond is ongemak, Atlas Contact. (2021 Obehaget om kvällarna, översättning av Olov Hyllienmark, Bokförlaget Tranan)
- 2020 Mijn lieve gunsteling, Atlas Contact. (2022 Min dyra ögonsten, översättning av Olov Hyllienmark, Bokförlaget Tranan)

### Lyrik
- 2015 Kalfsvlies, Atlas Contact
- 2019 Fantoommerrie, Atlas Contact